# إيرا إتش مورغان
إيرا إتش مورغان (بالإنجليزية: Ira H. Morgan) هو مصور سينمائي أمريكي، ولد في 2 أبريل 1889 في Fort Ross, California ‏ في الولايات المتحدة، وتوفي في 10 أبريل 1959 في سان رافاييل في الولايات المتحدة.

## وصلات خارجية
- إيرا إتش مورغان على موقع IMDb (الإنجليزية)
- إيرا إتش مورغان على موقع ألو سيني (الفرنسية)
- إيرا إتش مورغان على موقع قاعدة بيانات الأفلام السويدية (السويدية)
- إيرا إتش مورغان على موقع قاعدة بيانات الفيلم (الإنجليزية)
- إيرا إتش مورغان على موقع كينوبويسك (الروسية)